# Aeroflot

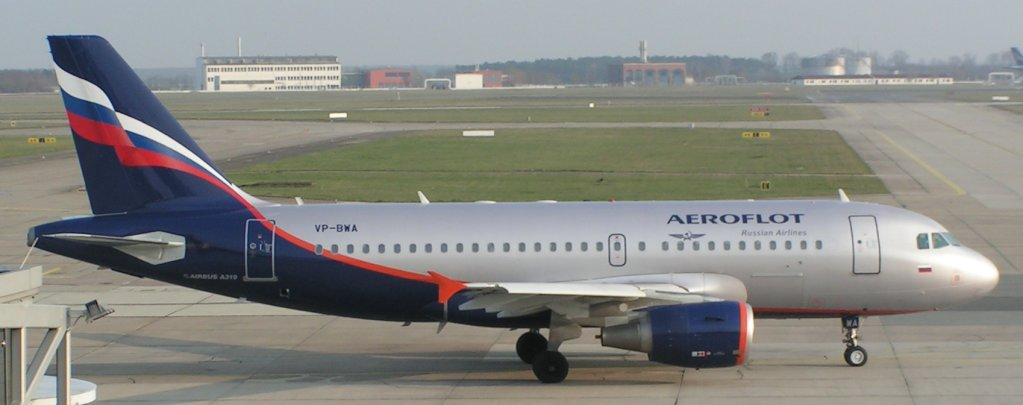
Airbus A319 d'Aeroflot

Aeroflot — Línies Aèries Russes (en rus: Аэрофло́т — Росси́йские авиали́нии), o Aeroflot (Аэрофло́т), és la línia aèria nacional de Rússia i la major de les existents al país. En el seu moment va ser també la companyia més important de la Unió Soviètica i la major del món. La seva base és l'Aeroport de Moscou-Xeremètievo a Moscou. El 2004, Aeroflot volava a 88 destinacions internacionals en 42 països. El 2003 va transportar a 5.900.000 passatgers. És membre de l'aliança SkyTeam.

## Història
Aeroflot es va formar en març de 1923 amb el nom de Dobrolet, volant entre Moscou i Odessa i entre Geòrgia i l'Àsia central. El 1929, Dobrolet es va fusionar amb la línia ucraïnesa Ukvozdutput per donar lloc a Dobroflot que, després de la seva reorganització el 1932, es va passar a nomenar amb el seu nom actual. En els anys 30 es va posar molt d'èmfasi en el desenvolupament de la xarxa interior realitzant-se molt pocs serveis internacionals.
Ja ben entrada la dècada dels 50, concretament el 15 de setembre de 1956, Aeroflot va iniciar el seu servei amb reactors a la línia Moscou-Irkutsk amb un Túpolev Tu-104. A partir de 1958, va començar a desenvolupar les seves rutes internacionals, al principi, cap a les ciutats d'Europa Occidental per, posteriorment continuar a països en vies de desenvolupament a Àsia i Àfrica. L'any 1960 va incorporar la divisió d'Aviació Polar que cobria els vols a les regions àrtiques. El seu primer servei transatlàntic va ser el 7 de gener de 1963.

## Flota
Històricament Aeroflot ha utilitzat una gran varietat d'aeronaus.

### Avions
- Antónov An-2
- Antónov An-12
- Antónov An-24
- Antónov An-26
- Antónov An-30
- Iliuixin Il-14
- Iliuixin Il-18
- Iliuixin Il-62
- Iliuixin Il-76
- Iliuixin Il-86
- Túpolev Tu-134
- Túpolev Tu-154
- Iàkovlev Iak-40
- Iàkovlev Iak-42

### Helicòpters
- Mil Mi-6
- Mil Mi-8
- Mil Mi-10K
- Kamov Ka-26